# Saison 3 de Star Trek: Enterprise
Chronologie
Saison 2 Saison 4
Cette page présente les épisodes de la saison 3 de la série télévisée Star Trek: Enterprise.

## Épisodes

### Épisode 1:À la recherche des Xindis
- Steven Culp (Major Hayes)
- Nathan Anderson (Sergent Kemper)
- Daniel Dae Kim (Caporal Chang)
- Richard Lineback (Kessick)
- Stephen McHattie (Contremaître alien)

### Épisode 2:La Fin justifie les moyens
- Robert Rusler (Orgoth)
- Nathan Anderson (Sergent Kemper)
- Julia Rose (Caporal McKenzie)
- Sean McGowan (Caporal Hawkins)

### Épisode 3:Métamorphoses
- Roger Cross (Tret)
- Daniel Dae Kim (Caporal Chang)
- Troy Mittleider (Soldat Palmer)

### Épisode 4:L'Espion qui l'aimait
- Nikita Ager (Rajiin)
- Steve Larson (Zjod)
- Randy Oglesby (en) (Conseiller Degra)
- Scott MacDonald (Commandeur Dolim)
- Rick Worthy (Conseiller Jannar)
- Dell Yount (Chimiste B'Rat Ud)
- BK Kennelly (Vendeur alien)

### Épisode 5:Piégée
- Sean McGowan (Caporal Hawkins)

### Épisode 6:La Bête et la Belle
- Maury Sterling (Tarquin)

### Épisode 7:Cargaison maudite
- John Cothran, Jr. (Gralik Durr)
- Randy Oglesby (en) (Conseiller Degra)
- Steven Culp (Major Hayes)

### Épisode 8:Une autre dimension
- Gary Graham (Ambassadeur Soval)
- Brett Rickaby (Yerdrin Lek)

### Épisode 9:Les Hors-la-loi
- Paul Rae (Barman)
- Emily Bergl (Bethany)
- Glenn Morshower (MacReady)
- James Parks (Bennings)

### Épisode 10:Le Clone
- Maximillian Orion Kesmodel  (Sim à l'âge de 4 ans)
- Adam Taylor Gordon (Sim à l'âge de 8 ans)
- Shane Sweet (Sim à l'âge de 17 ans)

### Épisode 11:Virus
- Matt Winston (Agent Daniels)
- Leland Orser (Loomis)
- Jeffrey Dean Morgan (Dr Damron)

### Épisode 12:Les Ennemis de la vérité
- Conor O'Farrell (D'Jamat)

### Épisode 13:Un allié incertain
- Jeffrey Combs (Commandeur Shran)
- Molly Brink (Lieutenant Talas)
- Randy Oglesby (en) (Conseiller Degra)
- Scott MacDonald (Commandeur Dolim)
- Rick Worthy (Conseiller Jannar)
- Christopher Goodman (Ingénieur Thalen)
- Granville Van Dusen (Général andorien)

### Épisode 14:Simulations
- Randy Oglesby (en) (Conseiller Degra)
- Christopher Goodman (Ingénieur Thalen)

### Épisode 15:Le cobaye
- Noa Tishby (Caporale Amanda Cole)
- Thomas Kopache (Gardien mourant)
- Steven Culp (Major Hayes)

### Épisode 17:Mutinerie
- Steven Culp (Major Hayes)
- Daniel Dae Kim (Caporal Chang)
- Sean McGowan (Caporal Hawkins)

### Épisode 18:Intrigues
- Matt Winston (Agent Daniels)
- Randy Oglesby (en) (Conseiller Degra)
- Scott MacDonald (Commandeur Dolim)
- Rick Worthy (Conseiller Jannar)
- Christopher Goodman (Ingénieur Thalen)

### Épisode 19:Le Devoir du capitaine
- Casey Biggs (Capitaine Illyrien)
- Randy Oglesby (en) (Conseiller Degra)
- Scott MacDonald (Commandeur Dolim)
- Rick Worthy (Conseiller Jannar)
- Josette Di Carlo (Émissaire des Gardiens)

### Épisode 20:L'Alliance de l'espoir
- Randy Oglesby (en) (Conseiller Degra)
- Rick Worthy (Conseiller Jannar)
- Seth MacFarlane (Enseigne Rivers)
- Kipleigh Brown (Enseigne Taylor)
- Bob Morrisey (Capitaine Xindi)

### Épisode 21:Conflit de génération
- David Andrews (Lorian)
- Randy Oglesby (en) (Conseiller Degra)
- Rick Worthy (Conseiller Jannar)
- Tess Lina (Karyn Archer)

### Épisode 22:Trahison
- Randy Oglesby (en) (Conseiller Degra)
- Scott MacDonald (Commandeur Dolim)
- Rick Worthy (Conseiller Jannar)
- Sean McGowan (Caporal Hawkins)
- Josette DiCarlo (Émissaire des Gardiens)

### Épisode 23:Compte à rebours
- Scott MacDonald (Commandeur Dolim)
- Rick Worthy (Conseiller Jannar)
- Steven Culp (Major Hayes)
- Josette DiCarlo (Émissaire des Gardiens)

### Épisode 24:Le Dernier Combat
- Scott MacDonald (Commandeur Dolim)
- Rick Worthy (Conseiller Jannar)
- Josette Di Carlo (Émissaire des Gardiens)
- Jeffrey Combs (Commandeur Shran)
- Matt Winston (Agent Daniels)